# Уфенхайм
Уфенхайм (на немски: Uffenheim) е град в Средна Франкония в Бавария, Германия, с 6320 жители (към 31 декември 2015). Намира се на 36 км югоизточно от Вюрцбург.
През 1103 г. е споменат за пръв път в документи и по времето на господарите от Хоенлое получава през 1349 г. права на град от император Карл IV.